# Michael Halliday
Michael Alexander Kirkwood Halliday (o M. A. K. Halliday) (Yorkshire, Reino Unido, 13 de abril de 1925- 15 de abril del 2018 Sídney, Australia) fue un lingüista, filósofo, pedagogo y profesor universitario australiano de origen británico. Es conocido por haber desarrollado una teoría gramatical conocida como Gramática sistémico funcional o Lingüística sistémica funcional (SFL, por sus siglas en inglés).

## Biografía
Estudió literatura china mandarín en la Universidad de Londres. Vivió tres años en China, donde estudió con Luo Changpei en la Universidad de Pekín y con Wang Li en la Lingnan. Volvió y se doctoró en lingüística china en Cambridge. Interesado por la Lingüística general por su maestro J. R. Firth, recibió la influencia de la Escuela de Praga. Fue profesor de Lingüística en la Universidad de Londres en 1965. En 1976 se marchó a la Universidad de Sídney en Australia, donde permaneció hasta su jubilación.
Falleció por causas naturales a los 93 años de edad el 15 de abril de 2018 en Sídney.

## Teoría
Halliday desarrolló su teoría lingüística a partir de los trabajos de su profesor John Rupert Firth, Bronisław Malinowski, Louis Hjelmslev y la Escuela de Praga. Por tanto, siguió la tradición funcionalista europea.
Halliday describe al lenguaje como un sistema semiótico, «no en el sentido de sistema de signos, sino recurso sistémico para el significado». Para Halliday, el lenguaje es un «potencial de significación»; por extensión, define a la lingüística como el «estudio de cómo los seres humanos intercambian significados a través del lenguaje».
La propuesta teórica de Halliday implicó el cuestionamiento de las propuestas de dos grandes lingüistas, Ferdinand de Saussure y William Labov, puesto que ninguno de los dos permitía un estudio acabado del binarismo "lengua"/"habla": o era la opción sistémica (lengua) o la opción funcional (habla). Halliday plantea la discusión al respecto en el libro El lenguaje como semiótica social (1979), donde profundiza respecto a un nuevo modelo para el estudio del lenguaje integrando el componente sociocultural como clave en su comprensión.

### Metafunciones del lenguaje
Las corrientes funcionalistas que extendieron la obra de Ferdinand de Saussure como la Escuela de Praga utilizan el término «función» como referencia al «uso» social del lenguaje. A partir de allí, Halliday asume un punto de vista del lenguaje como sistema de opciones para indicar que una cosa es lo que un hablante puede hacer con el lenguaje (potencial lingüístico) y otra muy distinta lo que en efecto hace con ese potencial de significación. Tomando en cuenta la función comunicativa del lenguaje, la lingüística sistémico funcional de Halliday explica las configuraciones más abstractas a través de las cuales se realiza dicha función comunicativa. Para dar cuenta de tales configuraciones abstractas, Halliday adopta el término «metafunción» e identifica tres metafunciones en el lenguaje adulto: metafunción ideacional, mefunción interpersonal y metafunción textual. A dichas metafunciones las podemos entender como un «conjunto de funciones altamente generalizadas» para las cuales ha evolucionado el lenguaje.

## Legado
Su teoría lingüística ha dado lugar a numerosas investigaciones alrededor del mundo y a otras teorías. La Teoría del Género y el Registro parte de la lingüística sistémico funcional. La noción de «género» inició en la Universidad de Sídney y se expandió rápidamente a otras universidades australianas. Para inicios de la primera década del siglo XXI ya había llegado a Hong Kong, Singapur y la natal Inglaterra de Halliday. Sin embargo, la noción de género es inseparable de la noción de «registro» llamándose en adelante «Teoría del Género y el Registro» (TGR) dando lugar a la Escuela de Sídney.
En América Latina, los países que más trabajan la lingüística sistémico funcional de Halliday son Argentina, Chile y Brasil. También hay especialistas en Colombia, Venezuela y Uruguay. En México, en cambio, aún no se cuenta con muchos especialistas en el enfoque desarrollado por Halliday.